# Rivière Shipshaw
Pour les articles homonymes, voir Shipshaw (homonymie).
La rivière Shipshaw est un affluent de la rivière Saguenay, coulant dans le territoire non organisé de Mont-Valin, dans Saint-David-de-Falardeau, dans Saint-Honoré et dans la ville de Saguenay, dans la municipalité régionale de comté (MRC) Le Fjord-du-Saguenay, dans la région administrative du Saguenay–Lac-Saint-Jean, dans la Province de Québec, au Canada.
La rivière Shipshaw constitue la limite Ouest de la zec Onatchiway à la hauteur du Petit lac Onatchiway et du lac Onatchiway, ainsi que la limite Est de la zec du Lac-de-la-Boiteuse à la hauteur du lac Onatchiway et du lac La Mothe. La foresterie constitue la principale activité économique du secteur ; les activités récréotouristique, en second. Néanmoins, l'hydro-électricité s'avère la principale activité économique de la partie inférieure du cours de cette rivière.
La partie supérieure de la vallée de la rivière Shipshaw est desservie par la route forestière R0253 (rive Ouest) et la route forestière R0201 qui dessert le secteur de la rivière du Portage et du lac Rouvray.
La surface de la rivière du Portage est habituellement gelée de la fin novembre au début avril, toutefois la circulation sécuritaire sur la glace se fait généralement de la mi-décembre à la fin mars.

## Géographie
La rivière Shipshaw prend sa source au barrage du lac Pamouscachiou qui est intégré au réservoir Pipmuacan, dans le territoire non organisé du Mont-Valin, au sein de la municipalité régionale de comté du Fjord-du-Saguenay.
À partir du barrage du lac Pamouscachiou, le courant de la rivière Shipshaw descend sur 132,8 km selon les segments suivants :
Cours supérieur de la rivière Shipshaw (segment de 58,9 km)
- 8,6 km vers le Sud en recueillant la décharge du lac aux Canots (venant du Nord-Ouest), jusqu'à la confluence de la rivière du Portage (rivière Shipshaw) ;
- 11,7 km vers le Sud en traversant le lac Proche, et en formant un crochet vers l'Ouest en fin de segment, jusqu'à un ruisseau (venant du Nord-Ouest) ;
- 6,5 km vers le Sud, jusqu'à la rive Nord du Petit lac Onatchiway ;
- 11,4 km vers le Sud, en traversant le Petit lac Onatchiway qui recueille les eaux de la rivière Onatchiway (venant du Nord-Est), jusqu'à son embouchure ;
- 9,9 km vers le Sud, en traversant le lac Onatchiway qui recueille les eaux de la rivière de la Boiteuse (venant du Sud-Ouest), jusqu'à son embouchure ;
- 10,8 km vers le Sud, en recueillant les eaux de la rivière de la Tête Blanche (venant du Nord-Est) et de la rivière des Huit Chutes (venant du Nord-Est), jusqu'au barrage ;

Cours inférieur de la rivière Shipshaw (segment de 73,9 km)
- 8,0 km vers le Sud en recueillant les eaux de la rivière Nisipi (venant de l'Est) ;
- 20,3 km vers le Sud en traversant le lac La Mothe en recueillant les eaux de la rivière Étienne (rivière Shipshaw) (venant de l'Est), jusqu'à son embouchure ;
- 9,8 km vers le Sud-Est, jusqu'au lac Sébastien ;
- 3,7 km vers le Sud-Ouest en traversant le lac Sébastien, jusqu'à son embouchure ;
- 32,1 km vers le Sud dans le territoire communal de Saint-David-de-Falardeau, puis vers l'Est dans le territoire de la municipalité de Saint-Jean-Vianney[4],[5].

La rivière Shipshaw se déverse sur la rive Nord de la rivière Saguenay au niveau du village de Saint-Jean-Vianney.

## Développement
À la chute Gagnon, était prévue en 2001 la construction d'une centrale hydroélectrique privée. Avec le temps il s'est construit des chalets et des maisons sur les rives. On peut y faire du canot, du kayak et du pédalo.

## Toponymie
Le terme « Shipshaw » qui désigne la rivière, a aussi été attribué à la municipalité constituée en 1930. Le 18 février 2002, cette municipalité a été fusionnée à la ville de Saguenay. Depuis, cet ancien territoire municipale est un secteur de l'arrondissement Jonquière. Le terme "Shipshaw" a aussi été attribué à un barrage (et une centrale hydroélectrique) de la rivière Saguenay, lesquels sont situés à proximité de son embouchure.
Victor Tremblay écrivait en 1971, que le terme « Shipshaw » est un mot innu qui désignait originairement une déviation produite dans le cours de cette rivière par un glissement de terrain qui embarras la vallée et obligea le courant à le contourner pour reprendre ensuite sa direction générale. » Le terme « Shipshaw » signifie ainsi « détour » ou « d'obstruction ». Certains lui donnent aussi le sens d'« encaissé ». La thèse généralement reconnue veut que le vocable innu Shipshaw signifierait « rivière enfermée »; cette assertion est défendue en 1901 par le père Lemoine dans son Dictionnaire français-montagnais et par le géographe Eugène Rouillard en 1906.
Cet affluent nord de la rivière Saguenay fut désignée de différentes façons. Dans une étude sur la toponymie saguenéenne expédiée le 6 décembre 1946 à l'Aluminium Company of Canada et conservée au fonds Mgr-Victor-Tremblay, le spécialiste de la question, J.-Allan Burgesse, mentionne qu'une carte de François Creuxius (Ducreux), datée de 1660, désigne le cours d'eau sous l'appellation de Papinekouekaru. Toujours selon lui, on retrouverait, entre autres, le nom Rivière des Papinachois, identifié dans les Relations des Jésuites, en date de 1673-1677. Nicolas Bellin, sur une carte de 1744, de même que le capitaine Carver en 1763, emploieraient la même dénomination. Pascal Taché, en 1825, et D.S. Ballantyne, en 1851, le dénommeront Rivière des Terres Rompues. Citant J.-Allan Burgesse, Lorenzo Angers déclare : « ... dès avant 1880, François Verreault avait établi sa demeure aux Terres-Rompues, plus précisément à l'embouchure de la rivière du même nom, aujourd'hui connue sous le nom de Rivière Shipshaw ». L'appellation Terres-Rompues aurait donc désigné, à une certaine époque, le territoire environnant l'embouchure de la rivière Shipshaw. Selon Philippe Xavier, dont le témoignage daté du 8 août 1952 est extrait des archives de Victor Tremblay, la rivière Shipshaw était autrefois dénommée Onatchoué (Onatchiway) du nom d'un lac situé sur son cours. L'endroit désigné sous le nom de Shipshaw était, selon lui, constitué par une nappe d'eau que la rivière contournait. Ce cours d'eau aurait servi de voie privilégiée aux Amérindiens pour se rendre au nord, soit à la baie d'Hudson, soit à la Côte-Nord par la rivière Betsiamites.
Le toponyme « Rivière Shipshaw » a été officialisé le 5 décembre 1968 à la Banque des noms de lieux de la Commission de toponymie du Québec, soit à la création de cette commission.